# لويحة الاتجاهات

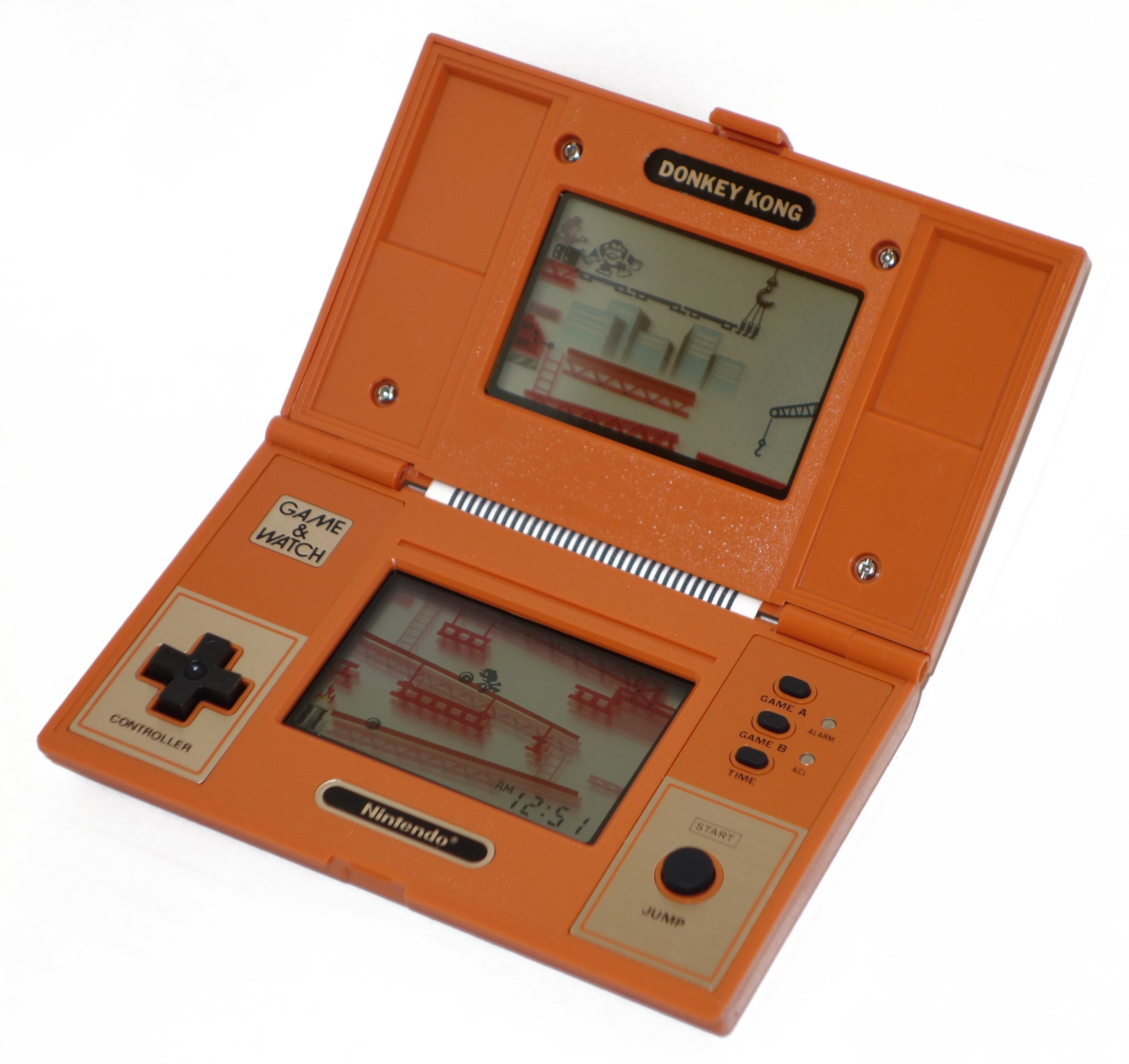
يُعتبر جهاز غيم أند واتش ^{(نسخة دونكي كونغ)} أول جهاز استعملت بهِ لويحة الاتجاهات.

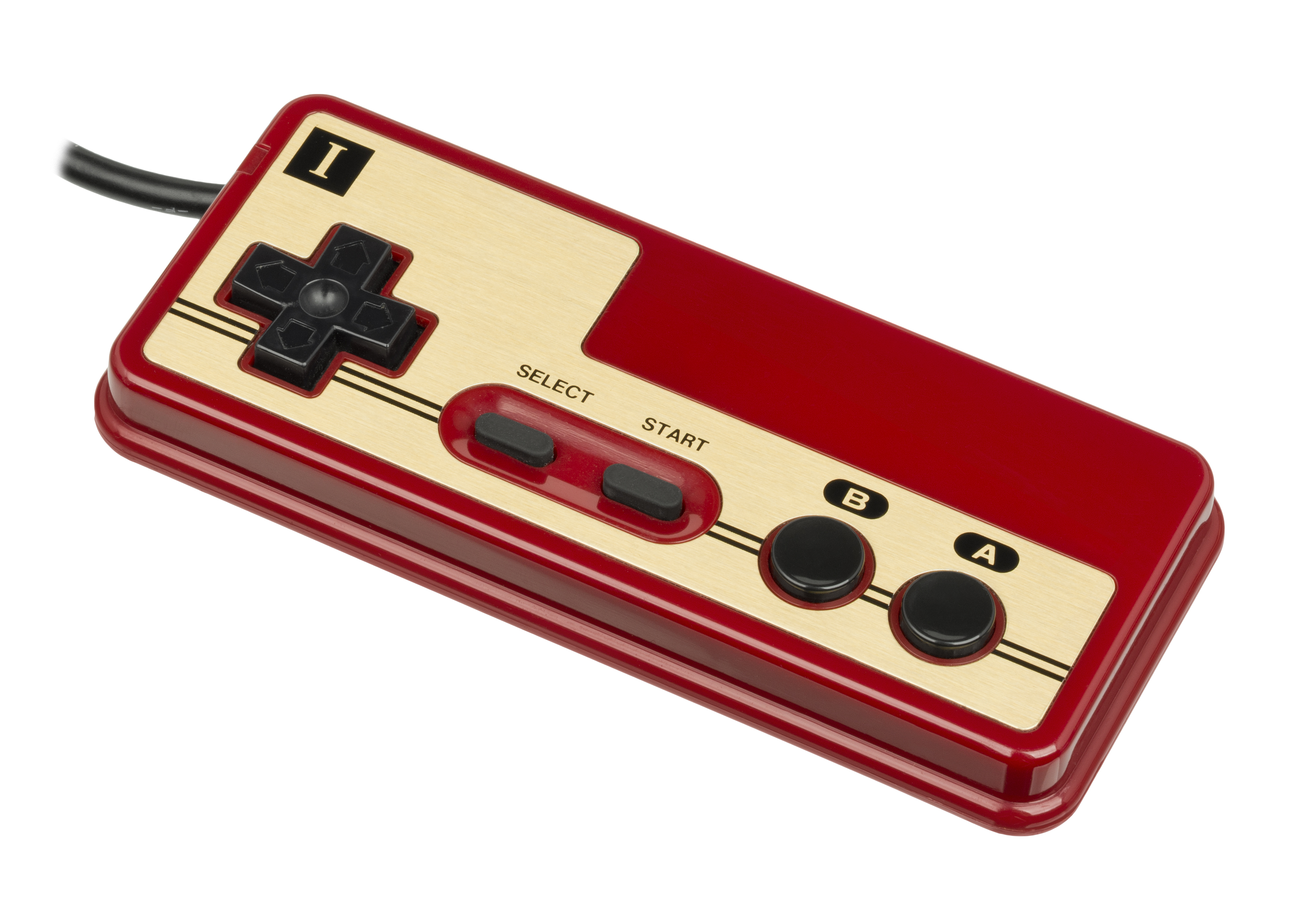
مقبض فاملي كمبيوتر النسخة اليابانية. المقبض الذي اشتهرت من خلاله لويحة الاتجاهات.

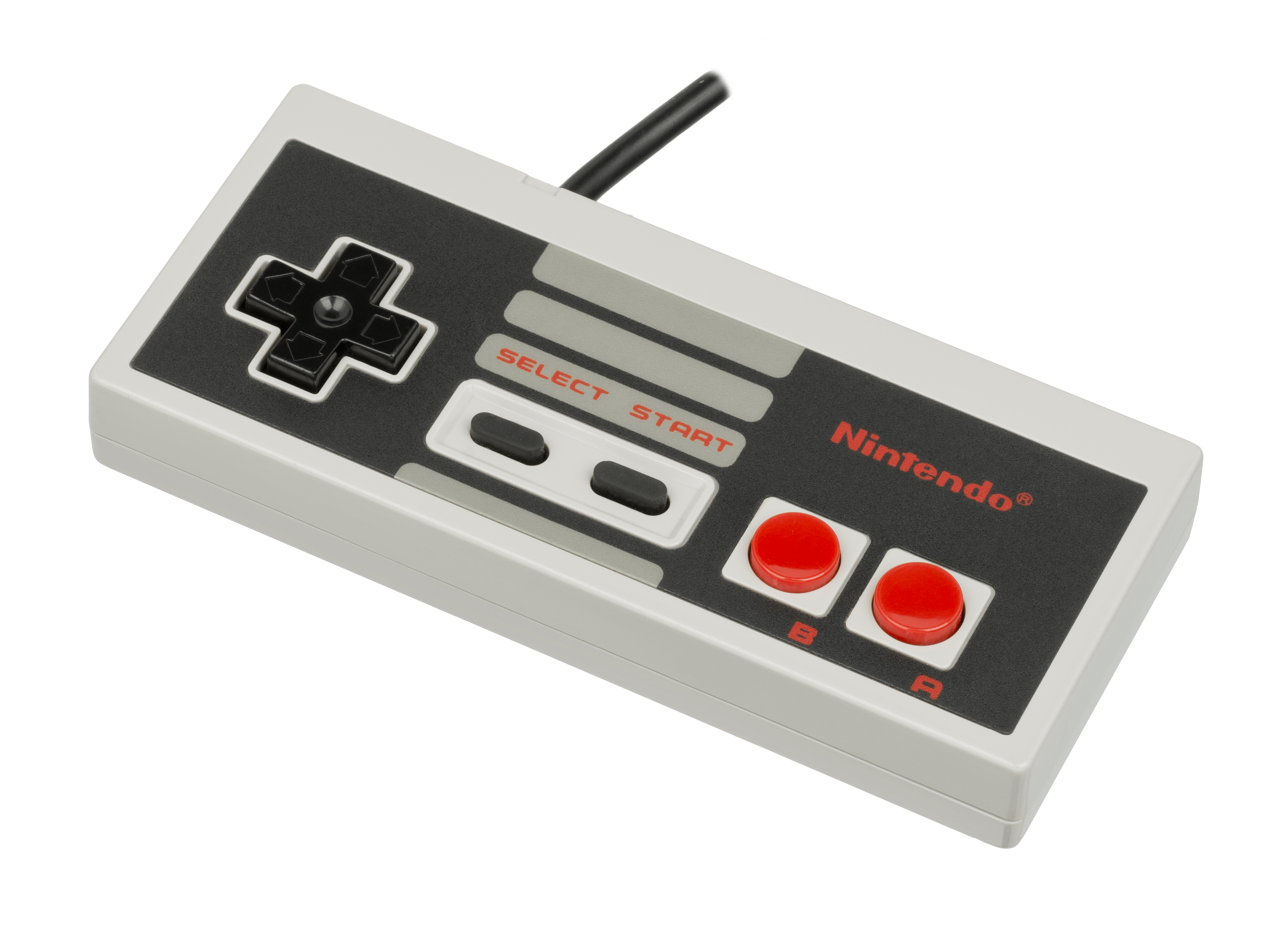
لويحة الاتجاهات بمقبض نينتندو إنترتينمنت سيستم النسخة الأمريكية.

لويحة الاتجاهات أو دي-باد (بالإنجليزية: D-pad)‏ وَأيضًا زر الاتجاه هيَ عنصر من عناصِر التحكم بمقبض ألعاب الفيديو، عادة ما يتمُ التحكم بها بواسطة إصبع الإبهام. يشبهُ تصميمها الأكثر شيوعية؛ علامة زائد+ التي تعبرُ عنِ الإتجاهات أعلى وَأسفل وَيسار وَيمين. أول ظهور لها كانَ من طرف شركة تايجر إلكترونيك سنة 1980 على جهاز Playmaker المحمول، غيرَ أنّ اللويحة اشتهرت بسبب مقبض تحكم فاميكوم، باسم "+Control Pad". اخترعت اللويحة الخاصة بنينتندو من طرف إيتشيرو شيراي (بالإنجليزية: Ichiro Shirai)‏.

## براءة الاختراع
- U.S. Patent 4٬687٬200 (منتهية الصلاحية منذ 2005) - بعنوان "Multi-directional switch"